# Hengsberg
Hengsberg est une commune autrichienne du district de Leibnitz en Styrie.